# SGroup European Universities' Network
 (février 2019).
Si vous disposez d'ouvrages ou d'articles de référence ou si vous connaissez des sites web de qualité traitant du thème abordé ici, merci de compléter l'article en donnant les références utiles à sa vérifiabilité et en les liant à la section « Notes et références ».
Le SGroup - Universities in Europe (SGroup) est une organisation à but non lucratif créée en 1992 et composée de 42 universités issues de 24 pays.
Le réseau travaille dans la collaboration universitaire en Europe dans les domaines de la stratégie d'internationalisation, la mobilité universitaire et le transfert de connaissances,.

## Membres
| Allemagne - Université de Giessen - Université de Bayreuth Arménie - Université d'Etat médical de Yerevan Australie - Université de La Trobe Belgique - Université de Gand - Université de Liège Bosnie et Herzégovine - Université de Sarajevo Chine - Université des études internationales de Shanghai Colombie - Université des Andes Chypre - Université de Chypre Croatie - Université de Split | Espagne - Université de Cantabrie - Université de Las Palmas de Gran Canaria - Université de León - Université de Valladolid - Université polytechnique de Valence - Université Rovira i Virgili Finlande - Université de Tampere France - Université de Lille - Université de Rouen-Normandie - Université du Havre - Université Grenoble-Alpes Grèce - Université de Patras Hongrie - Université de Szeged Italie - Université de Catane - Université de Messine - Université de Rome « La Sapienza » - Université de Trieste | Malte - Université de Malte Norvège - Université norvégienne de sciences et de technologie Pays-Bas - Université de technologie d'Eindhoven Pologne - Université Adam-Mickiewicz de Poznań - École polytechnique de Silésie - Université de Szczecin Portugal - Université de Porto - Université du Minho Roumanie - Université Babeș-Bolyai Royaume-Uni - Université du Kent - Université de Westminster Suède - Université de Göteborg - Université de Malmö Tchéquie - Université d'Ostrava |